# Podsavezna liga Zagrebačkog nogometnog podsaveza 1963./64.
Podsavezna liga Zagrebačkog nogometnog podsaveza (Podsavezna liga Zagreb) je bila liga 5. stupnja nogometnog prvenstva Jugoslavije za sezonu 1963./64. 

Sudjelovalo je 14 klubova, a prvak je bila "Dubrava" iz Zagreba.

## Ljestvica
| mj. | klub                        | ut. | pob. | ner. | por. | gol+ | gol- | bod |
| --- | --------------------------- | --- | ---- | ---- | ---- | ---- | ---- | --- |
| 1. | Dubrava Zagreb              | 25  | 14   | 6    | 5    | 64   | 29   | 34  |
| 2. | Lučko                       | 25  | 15   | 4    | 6    | 56   | 36   | 34  |
| 3. | Sloboda Podsused Zagreb     | 25  | 13   | 7    | 5    | 56   | 41   | 33  |
| 4. | Prečko Zagreb               | 25  | 12   | 7    | 6    | 50   | 45   | 31  |
| 5. | Crvena zvijezda Donji Laduč | 25  | 12   | 6    | 7    | 64   | 47   | 30  |
| 6. | Sava Zagreb                 | 25  | 12   | 4    | 9    | 58   | 51   | 28  |
| 7. | TPK Zagreb                  | 25  | 10   | 7    | 8    | 50   | 42   | 27  |
| 8. | Mladost Buzin               | 25  | 8    | 9    | 8    | 54   | 53   | 25  |
| 9. | Bratstvo Savski Marof       | 25  | 9    | 6    | 10   | 43   | 49   | 24  |
| 10. | Remetinec Zagreb            | 25  | 7    | 7    | 11   | 61   | 55   | 22  |
| 11. | Jugokeramika Zaprešić       | 25  | 6    | 7    | 12   | 42   | 64   | 19  |
| 12. | Vatrogasac Zdenci Brdovečki | 25  | 5    | 6    | 14   | 38   | 62   | 16  |
| 13. | Maksimir Zagreb             | 25  | 3    | 5    | 17   | 33   | 65   | 11  |
| 14. | Savica Zagreb               | 13  | 2    | 1    | 10   | 17   | 47   | 5   |
| |                             |     |      |      |      |      |      |     |
| Savica je nakon prvog dijela sezone odustala od natjecanja, ali se njezini posljedci ne brišu, jer ako klub odigra najmanje 50% utakmica u sezoni, pravila kažu da se ti posljedci računaju za ukupni poredak. |                             |     |      |      |      |      |      |     |

## Unutrašnje poveznice
- Prvenstva Zagrebačkog nogometnog podsaveza
- Zagrebački nogometni podsavez
- Zagrebačka nogometna zona 1963./64.

## Vanjske poveznice
- nk-maksimir.hr